# Gaur
|  | Per a altres significats, vegeu «Gaur (bòvid)». |

Gaur o Lakhnawthi modernament anomenada sovint Gour, és una ciutat en ruïnes al districte de Malda a Bengala Occidental, a 16 km al sud-oest de Malda.

## Història
El seu origen és desconegut. La tradició la connecta amb Adisur, Ballal Sen i Lakshman. El seu nom més antic es creu que fou Lakshmanawati o Lakhanawati (patria de Lakhan, que era el fill de Dasarata i germanastre de Rama Chandra), corromput en Lakhnauti o Lakhnawti. Gaur (o Gawr) també és un nom antic, si bé és possible que el nom correspongui més exactament al regne que a la ciutat.
La tradició diu que fou fundada per Sangaldib, de la regió de Coch Bihar (nord de Bengala) que s'havia apoderat de Bengala i Bihar després de derrotar a raja Kedar Brahmin. Aquestos fets són llegendaris.
La seva història comença vers el 1202 quan fou conquerida pels musulmans i fou la seu dels governadors de Bengala (regió) (excepte entre 1206 i 1211) fins al segle xvi. En aquest temps el nom va canviar diverses vegades, passant de Gaur a Fathabad, Husaynabad i Nusratabad.
Durant els més de tres segles següents fins a la conquesta mogol (1538) i l'establiment de la dinastia Suri, es van construir diverses edificis musulmans com mesquites, madrases i altres. Vers el 1352 IIlyas Shah va traslladar la capital a Firozabad (Pandua) però va retornar a Gaur sota Jalal al-Din Muhammad (1418-1431) uns 70 anys després.

### Governadors musulmans dels sultans de Delhi
- Muhammad-i-Bakhtyar Khilji 1202-1205
- Izz al-Din Muhammad Shiran 1205-1208
- Ala al-Din Mardan 1208-1211
- Ghiyath al-Din Iwas 1211-1226
- Nasir al-Din Mahmud 1226-1229 (fill del sultà Shams ad-Din Iltutmish)
- Ala al-Din Jasi 1229
- Sayf al-Din Aybak 1229-1233
- Izz al-Din Toghrul Tughan 1233-1244
- Kamar al-Din Tamar 1244-1246
- Ikhtiyar al-Din Yuzbak 1246-1258
- Jalal al-Din Masud 1258
- Izz al-Din Balban 1258-1260 (després emperador Giyath ad-Din Balban Ulugh Khan)
- Muhammad Arslan Tatar Khan 1260-?
- Sher Khan ?
- Amin Khan ?-1277
- Mughis al-Din Toghril 1277-1282

### Governadors (balbànides) de Gaur
- Nasir al-Din Bughra (fill de Balban) 1282-1291
- Rukn al-Din Kaikaus (fill) 1291-1302
- Shams al-Din Firuz Shah (fill) I 1302-1318
- Shihab al-Din Bughra (a Bengala occidental) 1318-1319
- Ghiyath al-Din Bahadur (a Bengala oriental 1318-1319, a Bengala occidental 1319-23) 1318-1330
- Nasir al-Din Ibrahim (a Bengala occidental, Lakhnawti) 1323-1325
- Izz al-Din Azam al-Mulk (a Bengala oriental, Satgaon) 1323-1339
- Bahram Shah (a Bengala Oriental) a 1324-1336
- Qadr Khan o Kadar Khan (a Bengala occidental) 1325-1339

### Reis de Gaur
- Fakhr al-Din Mubarrak Shah (a Bengala oriental) 1336-1349, governador, després primer sobirà independent (1338)
- Ala al-Din Ali Shah (a Bengala occidental) 1339-1345
- Ikhtiyar al-Din Ghazi Shah (a Bengala Oriental) 1349-1352
- Shams al-Din Ilyas Shah (a Bengala occidental 1345-1352, tota Bengala 1352-1357)
- Sikandar I 1357-1390
- Ghiyath al-Din Azam (Bengala oriental 1369-1390) 1390-1396
- Sayf al-Din Hamza 1396-1406
- Shams al-Din 1406-1410
- Shihab al-Din Bayazid Shah I 1410-1414
- Firuz II 1414-1415

#### Dinastia Ganesh
- Raja Ganesh (1409-1418) 1415-1418
- Jalal al-Din Muhammad 1418-1431
- Shams al-Din Ahmad 1431-1436

### Reis de Gaur

#### Ilyàsides
- Nasir al-Din Mahmud I 1437-1459
- Rukn al-Din Barbak I 1459-1474
- Shams al-Din Yusuf 1474-1481
- Sikandar II 1481
- Jalal al-Din Fath Shah 1481-1486

#### Habshis
- Sharada Barbak II 1486-1487
- Sayf al-Din Firuz III 1487-1489
- Nasir al-Din Mahmud II 1489-1490
- Shams al-Din Muzaffar 1490-1494

#### Husainites
- Ala al-Din Husain 1494-1518
- Nasir al-Din Nusrat 1518-1533
- Ala al-Din Firuz IV 1533
- Ghiyath al-Din Mahmud III 1533-1538
- Conquesta mogol, Humayun 1537-1538

### Suri
Sota els reis Suri Gaur fou saquejada (1537) i la capital fou traslladada a Panduah o Pandua o Firozabad (1539), no gaire lluny de Gaur i també al districte de Malda. Per construir la nova capital els monuments i materials de Gaur es van portar a la nova ciutat. Panduah fou una capital efímera i la capital va retornar a Gaur ara sota el nom de Janatabad o Jannatabad, o "El lloc del Paradis" que li va donar Humayun quan va residir aquí breument el 1538.
- Xer-Xah Surí 1539-1545 (Emperador de Delhi 1540)
- Islam Shah Suri 1545-1553
- Mohammed Shah V Suri 1553-1554
- Firuz Shah Suri, 29 d'abril al 2 de maig de 1554
- Ibrahim III Suri 1554-1555
- Sikander Shah Suri 1555-1556
- Adil Shah Suri 1556

#### Governadors afganesos, reis el 1556
- Khidr 1540-1545
- Mohammed Khan 1545-1555
- Bahadur 1555-1561 (1556 rei)
- Ghiyath al-Din Jalal 1561-1564

### Dinastia Karakani
- Sulaiman Karakani 1564-1572
- Bayazid II Karakani (fill) 1572
- Dawud Khan Karakani (germà) 1572-1576
- Conquesta d'Akbar el Gran 1576

Durant els darrers anys de la dinastia afganesa la capital fou traslladada a Taxdan o Tangra o Tanda o Tanra uns quants quilòmetres al sud-oest de Gaur, a la riba d'un canal del Ganges, riu que cada dia passava més a l'oest. El canvi es va deure precisament al fet que el riu Ganges havia desviat el seu curs i Gaur havia esdevingut lloc de malaria per les maresmes de la rodalia deixades per l'antic llit del Ganges. El 1576 deixa de ser esmentada. El darrers anys de la seva història fou saquejada pels seus propis reis, assetjada, i més d'una vegada conquerida per assalt. Quan Dawud Khan Karakani va refusar pagar tribut a l'emperador mogol, un exèrcit dirigit per Munim Khan el va derrotar i el 1575 va ocupar Gaur. La pesta es va declarar a la ciutat i la seva població va morir en gran part i els morts no podien ni ser cremats o enterrats i foren tirat a les llacunes o al riu Bhagirathi; els que van sobreviure van fugir de la ciutat que no va tornar a ser poblada més. El general imperial Munim Khan, que va decidir establir Gaur com a seu del govern regional, va morir també a causa de l'epidèmia.
Buchanan Hamilton desacredita la història de la pesta i diu que els governadors mongols hi van residir temporalment i que hi tenien un palau fortificat. El 1639 Shah Shuja, germà d'Aurangzeb, va afegir edificis al palau i fortalesa de la ciutat, tot i que va convertir a Rajmahal en capital de Bengala i finalment quan la capital es va establir a Dhaka o a Murshidabad fou llavors quan Gaur fou abandonada segons Hamilton. El 1683 la va visitar William Hedges i el palau i fort estaven intactes el que indicaria que feia poc que havien estat abandonats. Materials de la ciutat van servir després per fer construccions a Murshidabad. Fins i tot s'assegura que English Bazar fou construït amb materials de Gaur.
Les ruïnes foren explorades primer per H. Creighton el 1801, i el 1810 per Buchanan-Hamilton, que va publicar una elaborada descripció de les restes. la ciutat cobria una superfície d'uns 50 km² almenys. la població s'estima que va arribar fins a 600.000 o 700.000 persones.
El monument més important que ha restat és la Mesquita d'Or, construïda per Nusrat Shah el 1526. També cal esmentar la mesquita de Chota Sona del regnat d'Ala al-Din Husayn Shah (1494-1519) que avui dia situada ha quedat dins la part de la ciutat unida al districte de Rajshahi a Bangladesh. De la fortalesa només queda la porta principal (Dakhil darwaza) i l'entrada reial (Luka Churi). El minaret de Firuz Shah és una mena de torre de triomf de 50 metres d'alt construïda potser sota Firuz Shah (1488-1490). El Kadam Rasul és un edifici quadrat amb una sola cúpula construït per Nusrat Shah el 1531. Queden també les ruïnes de diverses mesquites destacant la Tantipara (1480), la Lattan (1475) la Chamkatti (1475). Al lloc proper de Banglakot hi havia la tomba de Husayn Shah (+1519) fins que fou destruïda el 1846. Hi ha també propera la tomba del sant xeic Siradj al-Din Uthman (que va viure al segle XIV) situada a Sagardighi a uns 10 km al sud-oest de Malda.